# Иван Делчев
Иван Делчев Делчев е български юрист и офицер, генерал-майор, участник в Балканската (1912 – 1913) и Междусъюзническата война (1913), председател на съда на 3-та пехотна балканска дивизия през Първата световна война (1915 – 1918), председател на Военно-касационния съд (1926) и началник на Военно-съдебната служба (1930).

## Биография
Иван Делчев е роден на 20 август 1879 г. в Копривщица. През 1900 г. завършва Военното на Негово Княжеско Височество училище и е произведен в чин подпоручик. На 2 август 1903 е произведен в чин поручик. През 1906 г. като поручик от 1-ви пехотен софийски полк е командирован за обучение в Александровската военноюридическа академия в Санкт Петербург, Русия, която завършва през 1909 година. Взема участие в Балканската (1912 – 1913) и Междусъюзническата война (1913) и на 1 ноември 1913 г. е произведен в чин майор. Служи като помощник-прокурор в Софийския военен съд.
През Първата световна война (1915 – 1918) майор Делчев служи като председател на съда на 3-та пехотна балканска дивизия, за която служба съгласно заповед № 679 от 1917 г. по Действащата армия е награден с Орден „Св. Александър“ V степен с мечове отгоре. На 16 март 1917 г. е произведен в чин подполковник, а след войната на 2 ноември 1919 г. е произведен в чин полковник.
През 1926 г. полковник Делчев е назначен за председател на Военно-касационния съд, от 1930 г. е началник на Военно-съдебната служба, като на 31 октомври същата година е произведен в чин генерал-майор. През 1933 г. е уволнен от служба.

## Семейство
Генерал-майор Иван Делчев е женен и има 1 дете.

## Военни звания
- Подпоручик (1900)
- Поручик (2 август 1903)
- Капитан (1908)
- Майор (1 ноември 1913)
- Подполковник (16 март 1917)
- Полковник (2 ноември 1919)
- Генерал-майор (31 октомври 1930)

## Награди
- Орден „Св. Александър“ V степен с мечове отгоре (1917)

## Образование
- Военно на Негово Княжеско Височество училище (до 1900)
- Александровска военноюридическа академия в Санкт Петербург, Русия (1906 – 1909)